# Robert Dorgebray
Robert Fernand Dorgebray (ur. 16 października 1915 w Nesles-la-Vallée, zm. 29 września 2005 w Paryżu) – francuski kolarz szosowy i przełajowy, złoty medalista olimpijski.

## Kariera
Największy sukces w karierze osiągnął w 1936 roku, kiedy Francuzi w składzie: Robert Charpentier, Guy Lapébie i Robert Dorgebray wywalczyli złoto w szosowym wyścigu drużynowym podczas igrzysk olimpijskich w Berlinie. W indywidualnym wyścigu ze startu wspólnego zajął czwarte miejsce, przegrywając walkę o brązowy medal Ernstem Nievergeltem ze Szwajcarii. Ponadto wygrał między innymi Grand Prix du Pneumatique w 1942 roku, Circuit de l’Indre w 1946 roku i wyścig Paryż – Camembert w 1947 roku. W 1939 roku zdobył brązowy medal szosowych mistrzostw kraju, a w 1943 roku został wicemistrzem Francji w kolarstwie przełajowym. Nigdy nie zdobył medalu na szosowych ani przełajowych mistrzostwach świata.